# Mark Malyar
Mark Malyar (in ebraico מארק מליאר‎?; 5 marzo 2000) è un nuotatore israeliano, specializzato nello stile libero, dorso, misti, categorie S7, SB6, SM7. E' stato campione paralimpico nei 400 m stile libero S7 e nei 200 m misti SM7 ai Giochi di Tokyo 2020, edizione in cui ha vinto anche la medaglia di bronzo nei 100 m dorso S7.

## Biografia
E' fratello gemello di Ariel Malyar, anche lui nuotatore paralimpico di caratura internazionale. Come suo fratello è nato con una paralisi cerebrale. Entrambi hanno iniziato a nuotare all'età di cinque anni per una terapia fisica.  Gareggia pel l'Ilan Sport Center di Haifa. E' allenato da Jacob Beninson.
Nel 2017 è stato nominato atleta dell'anno dal Comitato Paralimpico israeliano.

## Palmarès
- Giochi paralimpici

Tokyo 2020: oro nei 400m sl S7 e nei 200m misti SM7, bronzo nei 100m dorso S7
Parigi 2024: bronzo nei 100m dorso S8
- Mondiali paralimpici

Città del Messico 2017: bronzo nei 100m dorso S8 e nei 100m rana SB7
Londra 2019: oro nei 400m sl S7, argento nei 200m misti SM7
Funchal 2022: bronzo nei 100m rana SB7
Manchester 2023: bronzo nei 200m misti SM7
- Europei paralimpici

Dublino 2018: argento nei 400m sl S7, bronzo nei 100m dorso S7 e nei 100m rana SB6
Funchal 2021: oro nei 100m dorso S7, argento nei 100m rana SB6 e nei 200 m misti SM7, bronzo nei 400m sl S7
Funchal 2024: oro nei 100m sl S8, argento nei 100m dorso S8, bronzo nei 400m sl S8